# Wohnhaus Grüner Weg 31
Das Wohnhaus Grüner Weg 31 in der niedersächsischen Kreisstadt Cuxhaven im Landkreis Cuxhaven stammt vom Anfang des 20. Jahrhunderts.
Aktuell (2024) wird es für Wohnungen genutzt.
Das Gebäude steht unter Denkmalschutz (siehe auch Liste der Baudenkmale in Cuxhaven).

## Geschichte und Beschreibung
Der Grüne Weg wurde seit 1845 und im südlichen Abschnitt ab 1900 bebaut. Die Wohnhäuser Nr. 25, Nr. 31 und Nr. 37 sind denkmalgeschützt.
Das zweigeschossige verputzte historisierende Gebäude auf Keller mit Pultdach und seitlichem Risalit sowie seitlichem Eingang wurde 1901 gebaut. Die beiden rechten Achsen wurden erst später aufgestockt. Die Schmuckfassade ist steinsichtig, farbig überfasst und gestaltet mit vielfältigem Stuckdekor, wie Eckquaderung, Gesimse, Fensterrahmungen sowie Elementen mit floralen und figürlichen Motiven. Die Attika des Risalits ruht auf markanten Konsolen.
Das Landesdenkmalamt befand u. a.: „… Das mit üppigem Stuckdekor in Rokoko-Formen gestaltete Wohnhaus … wurde in zeit-, material- und ortstypischer Manier 1901 erbaut.“